# Dziersław z Rytwian
Dziersław z Rytwian, także Dersław z Rytwian, Dziersław Rytwiański  herbu Jastrzębiec (ur. 1414, zm. 14 stycznia 1478) – kasztelan krakowski od 1477, wojewoda krakowski od 1472, wojewoda sandomierski od 1460, wojewoda sieradzki od 1455.

## Życiorys
Syn Marcina z Rytwian, wojewody łęczyckiego, i Doroty z Tarnowa; brat Jana Rytwiańskiego, bliski krewny Prymasa Polski Wojciecha Jastrzębca z Łubnic.
Odebrał solidne wykształcenie, od 1428 studiował razem z Janem Długoszem na Akademii Krakowskiej. Drogę do kariery politycznej miał znacznie ułatwioną dzięki wpływom ojca, a przede wszystkim - krewnego biskupa. Dzięki temu ostatniemu w 1429 uzyskał godność kanonika gnieźnieńskiego, a w 1430 został scholastykiem łęczyckim. W 1431 porzucił karierę duchowną, a posiadane przez niego beneficja objął Dobiesław z Lubienia.
Zakochał się w Eufemii, córce Bolesława Mazowieckiego. Zauroczenie kosztowało go bardzo wiele, rujnował się na wystawne podróże do, jak miał nadzieję, przyszłej teściowej. Kłopoty finansowe zaprowadziły go czynu przestępczego - wybrał się do kościoła w Beszowej, skąd zrabował srebra kościelne. Biskup postanowił nie przepuścić zniewagi i odebrać skarby, wybrał się przeto zbrojnie pod rytwiański zamek. Dziersław ostrzelał drużynę krewnego z armat zamkowych i to był koniec jego marzeń o odziedziczeniu jego dóbr - ten od zamku odstąpił, sreber poniechał, ale młodzieńca wydziedziczył, na rzecz młodszego jego brata.
Był członkiem konfederacji Spytka z Melsztyna w 1439.
Nie wiedząc, skąd wziąć kolejne sumy na imponowanie książętom mazowieckim, wybrał się w 1440 na prywatną wojnę na Śląsk, zdobywając Oświęcim i Zator. Ślązacy wnieśli skargę do króla, ten przyznał im rację i nakazał zwrot zrabowanych dóbr, udzielając na osłodę, czy może raczej licząc na uspokojenie krewkiego młodzieńca, starostwo chmielnickie.
Dziersław był też jednym z przywódców, obok Spytka z Melsztyna i Abrahama ze Zbąszyna opozycji wobec kardynała Zbigniewa Oleśnickiego. Klęska konfederacji nie spowodowała bynajmniej jego osobistego upadku.
W późniejszych latach był Dziersław jednym ze znaczniejszych polityków polskich XV wieku. W 1442 wziął zastawem starostwo sandomierskie. W latach 1455–1460 sprawował urząd wojewody sieradzkiego, następnie do 1472 sandomierskiego i potem (od 12 listopada 1472), do 1477 krakowskiego. Zrezygnował na korzyść brata, otrzymując kasztelanię krakowską. Był też kasztelanem rozperskim (od 1453).
W 1450 z ramienia króla posłował do papieża Mikołaja V.
W 1463 był wysłany wraz z Janem Tęczyńskim i Andrzejem Odrowążem do Kamieńca Podolskiego, by go ufortyfikować i wykupić z rąk prywatnych. Był gwarantem pokoju toruńskiego 1466 roku. Niespokojny duch zaniósł go jeszcze w 1471 na wyprawę węgierską, gdzie został pobity przez Mikołaja Czarnego.
Wiadomo też o nim, że pełnił funkcje dyplomatyczne; blisko współpracował z królem Kazimierzem Jagiellończykiem.
Być może żonaty z Anną Tęczyńską z Morawicy, córką Jana, kasztelana krakowskiego, z pewnością zaś z Petronelą Odrowążówną. Dziecko tej pary zmarło podczas porodu, przyczyniając się także do śmierci matki.